# Пилигрим (фильм, 2018)
«Идентификация Борна» на русский манер: интригует? Погони, перестрелки, зрелищные драки, преследование и бесконечные попытки героев «сбросить хвост», – все это происходит в современном Сочи.
«Пилигри́м» — российский фильм в жанре триллера режиссёра Александра Баршака. Возрастное ограничение «16+». Премьера фильма прошла на фестивале «Амурская осень» в сентябре 2018 года. Выход в широкий прокат состоялся 14 февраля 2019 года.
Телевизионная премьера фильма состоялась 17 октября 2019 года на «Первом канале».

## Сюжет
В жизни Миры всё замечательно: она — владелица модной галереи, дома ждёт любящий муж. Но однажды на берегу моря находят мужчину с амнезией, который помнит её имя. Никто не знает, кто он. Его нет ни в одной базе данных. Но он знает о ней то, что может знать только очень близкий человек, хотя Мира ни разу в жизни его не видела. Благополучный мир Миры начинает разрушаться, когда выясняется, что неизвестный провёл несколько лет на Ближнем Востоке и за ним идёт настоящая охота.

## В ролях
- Игорь Петренко — Глеб
- Елена Север — Мирослава
- Алексей Серебряков — муж Мирославы
- Владимир Ильин — отец Кости
- Татьяна Васильева — психотерапевт
- Анна Банщикова — врач
- Дмитрий Мухамадеев — сержант
- Дмитрий Куличков — оперативник
- Сергей Беляев — полковник
- Павел Кузьмин — стрелок
- Ирина Рахманова — помощница Миры
- Алексей Шевченков — Рыбак
- Кристина Бродская — аналитик
- Павел Кузин — Костя
- Никита Богатов — Алекс

## Съёмочная группа
- Автор идеи — Олег Лукичев
- Автор сценария — Денис Родимин при участии Александра Баршака
- Режиссёр-постановщик — Александр Баршак
- Оператор-постановщик — Святослав Булаковский
- Художники-постановщики — Василий Распопов и Никита Тимошин
- Композитор — Алексей Айги
- Художник по костюмам — Северина Недельчук
- Художник по гриму — Ирина Ульянова
- Художник по реквизиту — Александр Кучерявый
- Режиссёр монтажа — Алексей Бобров
- Звукорежиссёр — Роман Хохлов
- Звукорежиссёр на площадке — Яков Высотский
- Звукорежиссёр перезаписи — Сергей Дубков
- Кастинг — Дарья Петунина
- Второй режиссёр — Ярослав Романцев
- Ассистент по актёрам — Владислав Новик
- Второй оператор — Руслан Осипов
- Операторы — Владимир Политик, Павел Бажев
- Стедикам — Александр Вдовенко, Анатолий Симченко
- Бригадир осветителей — Алексей Бычков
- Оператор коптера — Андрей Донцов
- Бумоператоры — Денис Богатов, Григорий Лукьянченко
- Постановщик трюков — Антон Смекалкин
- Цветокоррекция — Андрей Антонов
- Директор съёмочной группы — Мамед Бабаев
- Исполнительный продюсер — Никита Суслов
- Линейные продюсеры — Артём Ионин, Денис Харитонов, Надежда Маляровская
- Продюсеры — Михаил Гуцериев, Татьяна Стацман, Елена Север

## Съемки
Фильм был от первого до последнего кадра отснят в Сочи.

Это абсолютно новое кино на стыке жанров. С одной стороны триллер с детективной историей, которая держит в напряжении до последнего. С другой — сильная, я бы сказал, каренинская драма. Главного персонажа в буквальном смысле выплескивает из себя море: он потерян для города, для обстоятельств и для самого себя. По крупицам, по обрывкам фраз, по намекам герой пытается понять, кто же он на самом деле— режиссёр фильм Александр Баршак

## Саундтрек
- Музыку к фильму написал Алексей Айги — 25 музыкальных фрагментов по количеству эпизодов, в записи участвовали оркестр Ad Libitum и Ансамбль «4’33».[5]
- Елена Север не только сыграла главную роль в фильме, но также является сопродюсером картины и исполнительницей саундтрека — песни «Схожу с ума».[3]
- На титрах фильма, в качестве саундтрека звучит песня «Одиночество» в исполнении группы «Земляне».

## Призы и награды
Ещё до официальной премьеры фильм получил ряд призов:
- Специальный приз XVI российского фестиваля кино и театра «Амурская осень».
- Призы за лучшую музыку и за лучшую операторскую работу III Сочинского международного кинофестиваля «Ирида»[6].